# Towanda, Kansas
Towanda är en ort i Butler County i Kansas. Vid 2010 års folkräkning hade Towanda 1 450 invånare.